# بروس راسيل (صحفي)
بروس راسيل (بالإنجليزية: Bruce Russell)‏ هو صحفي أمريكي، ولد في 4 أغسطس 1903 في لوس أنجلوس في الولايات المتحدة، وتوفي في 18 ديسمبر 1963.